# Caccia al cervo (matematica)
La caccia al cervo, nella teoria dei giochi, è un gioco, proposto per la prima volta da Jean-Jacques Rousseau, il cui scenario presenta due uomini che possono scegliere in una battuta di caccia se tentare la cattura di un cervo o di una lepre. La loro decisione dovrà avvenire senza sapere la decisione altrui, e tenendo conto che per catturare un cervo occorre che entrambi decidano di scegliere quest'ultimo come obiettivo, mentre per la lepre è sufficiente l'impegno di un solo uomo. Il gioco specifica inoltre che la lepre costituisce un premio meno soddisfacente rispetto al cervo, che costituisce un pasto migliore, anche se questo verrà diviso tra i due cacciatori che hanno cooperato.
Poiché ogni cacciatore ignora quale sarà la decisione dell'altro, si tratta di un gioco non cooperativo.
|             |       | Giocatore 2 |       |
|             |       | Cervo       | Lepre |
| Giocatore 1 | Cervo | 4/4         | 0/3   |
| Giocatore 1 | Lepre | 3/0         | 3/3   |

Utilizzando strategie pure, i due Equilibri di Nash si trovano sparando entrambi alla lepre oppure sparando entrambi al cervo. Con un approccio a strategie miste, l'Equilibro di Nash consiste nello sparare al cervo con una probabilità del 75%, e alla lepre del 25%.